# Œil humain

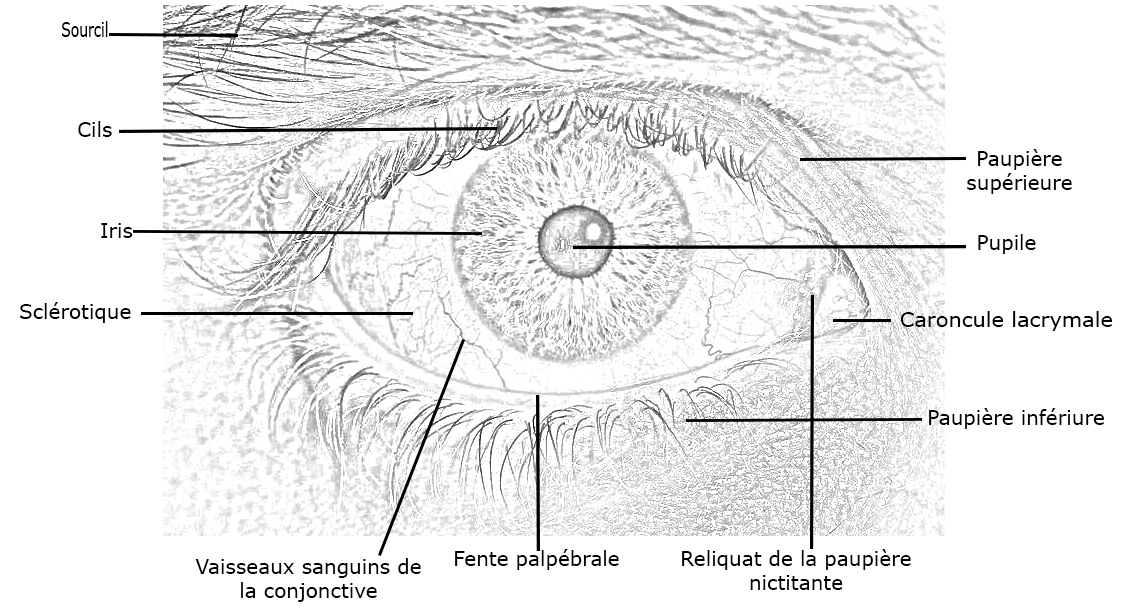
Anatomie externe de l'œil humain.

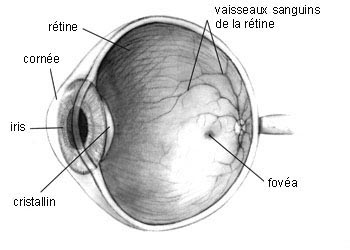
Coupe verticale de l'œil.

Pour un article plus général, voir Œil.
Pour les articles homonymes, voir Œil (homonymie).
L'œil humain est un des organes du système visuel humain qui permet la perception visuelle humaine : il forme des images sur sa rétine, les code et les transmet aux aires visuelles du cerveau pour les analyser et pouvoir interagir avec son environnement. L'œil humain permet de distinguer les formes et les couleurs. La science qui étudie l'œil s'appelle l'ophtalmologie.
L’œil, fruit de l’évolution, s'avère complexe et se révèle une médiocre optique complétée par une rétine imparfaite : ainsi les informations transmises aux cortex visuels ne sont pas de bonne qualité et le cerveau doit faire un gros travail d’interprétation (en relation avec la mémoire, les autres sens et le contexte) pour arriver à une image riche et suffisamment fiable.
La rétine fournit aussi des informations qui permettent de détecter le mouvement en périphérie ou d'alimenter l’horloge biologique circadienne (cycles jour-nuit)  pour la synchronisation sur la clarté et l’obscurité. Par ailleurs, le système visuel pilote le regard, les mouvements oculaires et la plus ou moins grande ouverture de la pupille.
L’œil peut présenter de multiples pathologies qui montrent alors l'importance de cet organe pour la vie quotidienne. Dans le cas le plus grave, c'est la cécité totale, une pathologie lourde à porter.
L'un des grands défis de la technologie sera de fabriquer des yeux électroniques, capables d'égaler voire de dépasser les aptitudes des yeux du monde vivant pour, par exemple, remplacer l'œil d'une personne accidentée.

## Anatomie et physiologie de l'œil humain

Les différents éléments de l’œil :
1. chambre postérieure (remplie d'humeur vitrée),
2. ora serrata, 3. muscle cilliaire, 4. zonule de Zinn, 5. canal de Schlemm, 6. pupille, 7. chambre antérieure (remplie d'humeur aqueuse), 8. cornée, 9. iris, 10. cristallin cortical, 11. noyau du cristallin, 12. corps cilliaire, 13. conjonctive, 14. muscle oblique inférieur, 15. muscle droit inférieur, 16. muscle droit médian, 17. veines et artères rétinales, 18. papille optique ou point aveugle, 19. lame criblée, 20. artère rétinale centrale, 21. veine rétinale centrale, 22. nerf optique, 23. veine vortiqueuse, 24. capsule de Tenon, 25. macula ou tache jaune, 26. fovéa, 27. sclérotique, 28. choroïde, 29. muscle droit supérieur, 30. rétine.

L'œil humain est un globe oculaire qui mesure environ 2,5 cm de diamètre et a une masse de 7 grammes. Il est formé de trois enveloppes, ou tuniques (externe avec un rôle de protection, moyenne avec un rôle nourricier, interne avec un rôle de réception et codage des informations lumineuses) qui contiennent trois milieux transparents jouant globalement, avec la cornée, le rôle d'une lentille optique convexe (le corps vitré à l'arrière, le cristallin, l'humeur aqueuse des chambres antérieures et postérieures à l'avant) ,.
Les yeux constituent en réalité des excroissances du cerveau (précisément du diencéphale). Ainsi, le système visuel humain est le système sensoriel de l'être humain dédié à la vision et fait partie du système nerveux central. Il comprend : l’œil et les photorécepteurs de la rétine (sensibles à la lumière), des voies nerveuses faisant le lien avec le cerveau et les zones du cerveau dédiées à la vision.

Schéma anatomique, coupe horizontale.

### Tunique externe: la sclérotique
La sclérotique est la plus résistante des tuniques de l'œil : elle le protège des dégâts mécaniques et soutient sa structure. La partie avant de la sclérotique est visible c'est le blanc de l’œil et  la cornée (membrane transparente circulaire et bombée qui permet le passage des rayons lumineux).

### Tunique moyenne: l'uvée
L'uvée est constituée de la choroïde (à l'arrière de l’œil), le corps ciliaire et l'iris.
La choroïde est une membrane vascularisée qui assure la nutrition de la rétine. Les cellules de cette tunique renferment un pigment, la mélanine, qui lui donne une couleur brun-foncé, afin que les rayons ne pénètrent que par la pupille.
Le corps ciliaire sécrète l'humeur aqueuse. Il contient un réseau de muscles qui permettent de modifier la courbure du cristallin, un petit disque fibreux, transparent et flexible, afin de rendre la vision nette (l'image reste focalisée sur la rétine lorsque la distance de l'objet regardé varie).
L'iris donne la couleur à l'œil. Il est percé en son centre par une ouverture circulaire, la pupille, qui se dilate ou se contracte selon l'intensité de la lumière ou selon l'attention, grâce à l'action des muscles lisses de l'iris.

#### Couleur de l'iris
La couleur des yeux est un caractère  polygénique qui est principalement déterminé par la quantité et le type de pigments présents dans l'iris de l'œil.
Les humains et les animaux présentent de nombreuses variations phénotypiques relatives à la couleur des yeux. Chez les humains, ces variations de couleur sont dues à la proportion variable d'eumélanine produite par les mélanocytes dans l'iris.

### Tunique interne: la rétine
La rétine est la tunique la plus interne de l’œil. Elle contient des  cellules sensorielles (photorécepteurs) codant (transduction) la lumière reçue en influx nerveux transmis au cerveau par le nerf optique,.
Il est possible de visualiser la surface de la rétine sur un fond d’œil,  photographie de face de la rétine dans la partie arrière de l’œil. La rétine y apparaît en rose-orangé. La partie centrale du fonds d’œil apparaît plus foncée et est appelée macula. Le reste du fond d’œil est appelé périphérie. Les vaisseaux sanguins de l’œil sont également visibles et convergent vers la zone claire du côté du nez appelée papille optique ou point aveugle car elle n’est pas sensible à la lumière. Les circuits nerveux (peu visibles sur le fond d’œil) venant de toute la rétine convergent également vers la papille et forment alors le nerf optique.
La macula (largeur 2 mm ; hauteur  1,5 mm) est la partie de la rétine où la densité de photorécepteurs est maximale. A son centre, la [fovéa] (400 microns) est la zone utilisée pour la vision fine. Elle contient la fovéola (150 microns de diamètre soit 1° du [champ visuel]) qui permet la vision la plus précise. 

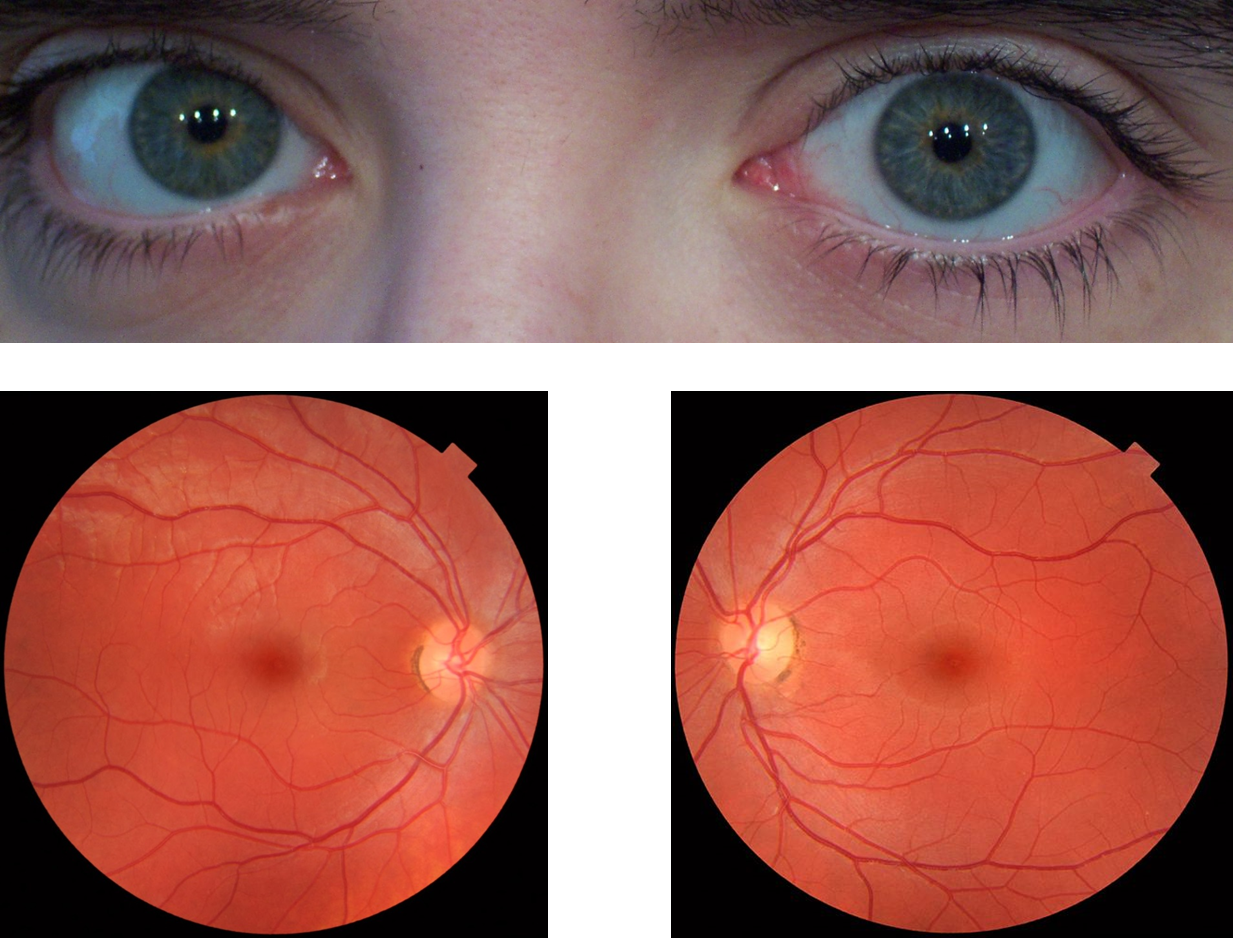
Les deux fonds d'œil droit et gauche : ils montrent la surface de la rétine, ses vaisseaux sanguins, la macula, la tâche aveugle.
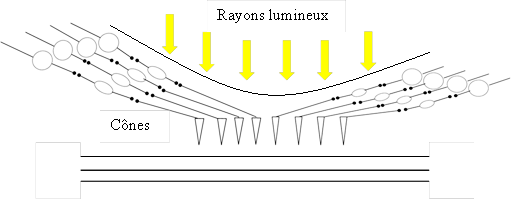
Structure de la rétine au niveau de la fovéa. Il n'y a que des cônes, serrés, chacun en lien avec le cerveau : la vision est nette et en couleurs.
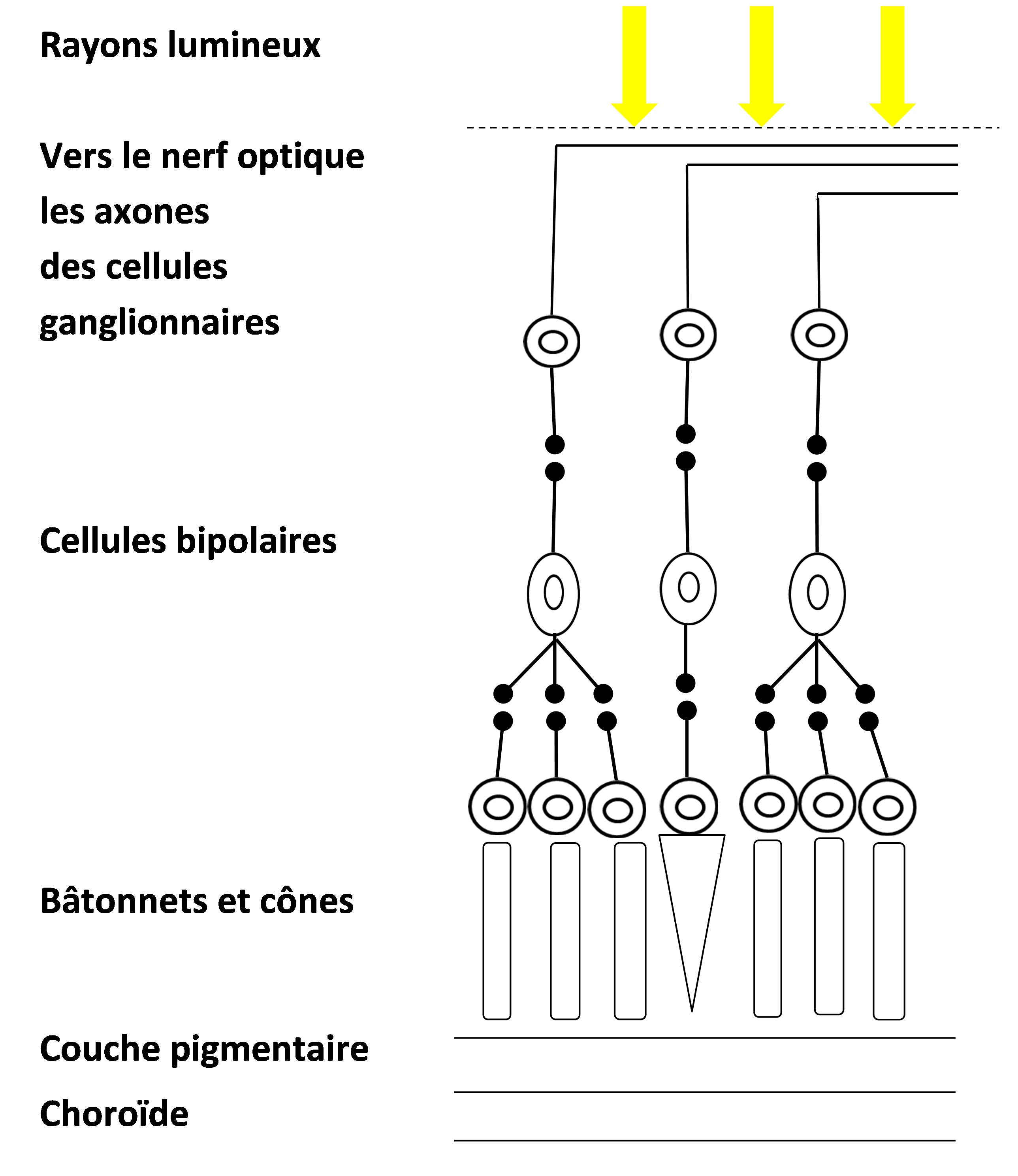
Structure de la rétine en périphérie : le regroupement des signaux des bâtonnets permet de détecter des lumières plus faibles et induit une image moins nette.
Zones de sensibilité des cônes (S "bleu", M "vert" et L "rouge") et des bâtonnets (R) chez l'être humain, suivant les longueurs d'onde (en nm) de la lumière.

#### Les photorécepteurs de la rétine

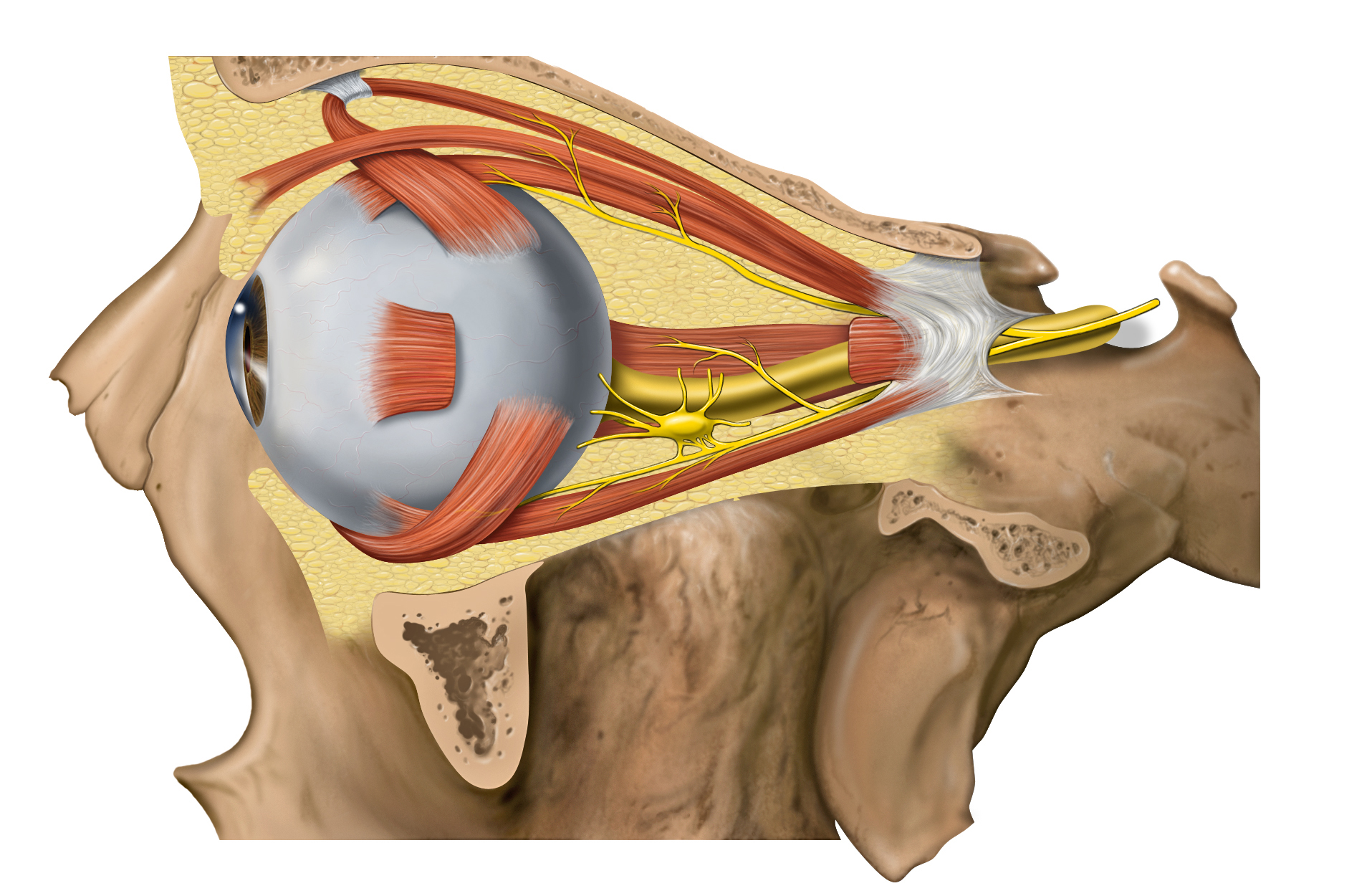
Anatomie latérale de l’œil.

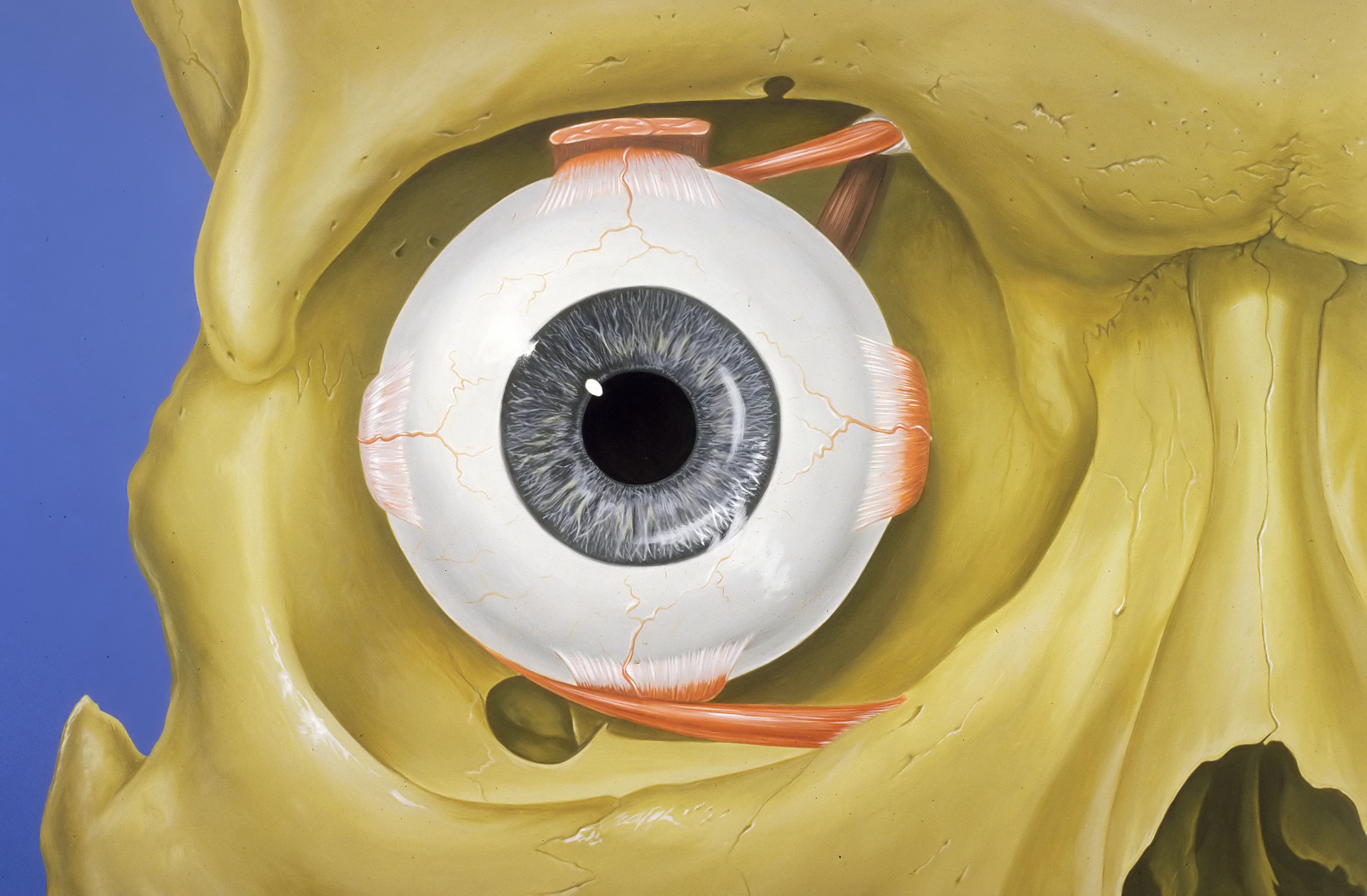
Muscles de l'œil.

Les photorécepteurs (cônes et bâtonnets) décomposent les informations lumineuses reçues en signaux électriques qui sont transmis au nerf optique,.
Les cônes (rouge, vert, bleu) permettent la vision des couleurs et la précision de la vue (acuité visuelle) en éclairement élevé (le jour par exemple) : ils sont essentiellement positionnés au centre de la rétine et chaque cône est directement relié au cerveau.
Les bâtonnets  donnent une vision (noir et blanc) en éclairement faible, plus floue  (des milliers de bâtonnets peuvent être reliés à une même fibre nerveuse vers le cerveau) ; ils détectent aussi le mouvement et sont situés surtout sur la périphérie de la rétine.
Les schémas ci-dessus montrent la structure simplifiée de la rétine au niveau de la fovéa (où il n'y a que des cônes, avec une grande densité) et de la partie périphérique de la rétine (où il n'y a quasiment que des bâtonnets, avec une densité moindre). La lumière doit traverser la surface de la rétine et ses couches nerveuses avant de trouver les photorécepteurs (cônes et bâtonnets), ce qui diminue la qualité de l'image captée. Cependant, au niveau de la fovéa, sur environ 1% de la surface de la rétine, les cônes sont plus accessibles à la lumière permettant une grande acuité visuelle et la détection des couleurs,.

## Fonctionnement optique

Modèle optique de l'œil

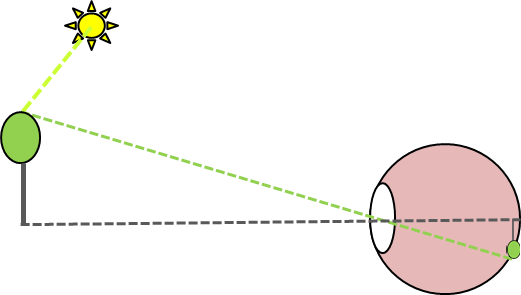
Principe de formation de l’image d’un objet sur la rétine dans un œil normal.Toute la partie allant de la cornée à la rétine joue le rôle d'une lentille optique convergente et forme une image sur la rétine qui sert d’écran. L’image est nette au centre de la rétine, plus floue ailleurs. Elle apparaît inversée sur la rétine : le bas devient le haut, la droite devient la gauche et inversement (voir le schéma ci-dessus). Par ailleurs, plus l'objet est éloigné, plus l'image est petite : c'est la perspective, un effet produit par tout dispositif optique convergent et qui est plus ou moins fort suivant les caractéristiques du dispositif optique. Il n'y a pas de perspective dans la réalité.

## Les domaines de vision

Les domaines de vision

## Les zones du champ visuel

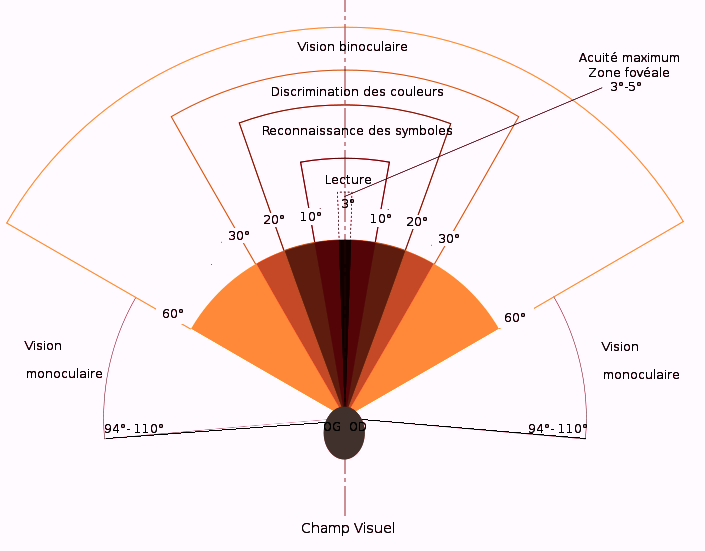
Les zones du champ visuel